# Kalmistolan haka
Kalmistolan haka este o arie protejată (arie specială de conservare — SAC, sit de importanță comunitară — SCI) din Finlanda întinsă pe o suprafață de 3 ha, integral pe uscat.

## Localizare
Centrul sitului Kalmistolan haka este situat la coordonatele 62°04′19″N 30°13′31″E / 62.0719°N 30.2253°E.

## Înființare
Situl Kalmistolan haka a fost declarat sit de importanță comunitară în mai 2002 pentru a proteja un număr necunoscut de specii din flora spontană și fauna sălbatică aflate în arealul zonei. Situl a fost protejat și ca arie specială de conservare în aprilie 2015.

## Biodiversitate
Situată în ecoregiunea boreală, aria protejată conține 1 habitat natural: Pășuni din zone de pădure fino-scandinave.
La baza desemnării sitului se află un număr nedeclarat de specii protejate.